# Juan Mari Brás
Juan Mari Brás (2 de dezembro de 1927 - 10 de setembro de 2010) foi um defensor da independência de Porto Rico dos Estados Unidos, que fundou o Partido Socialista Porto-riquenho (PSP).